# زايلوميتازولين
زايلوميتازولين Xylometazoline (و يعرف أيضاً زايلوميثازولين xylomethazoline) هو مضاد احتقان أنفي موضعي، يستخدم على شكل بخاخ أو قطرة. يعمل عن طريق إحداث تضيق في الأوعية الدموية. عند تطبيقه موضعياً في الأنف يضيق الأوعية الدموية في الأنسجة الأنفية ويؤدي بذلك إلى تخفيف الاحتقان في الأنف والجيوب.

## آلية التأثير
يعمل عبر تضييق الأوعية الدموية في الأنف. تضيق الأوعية الدموية يعني أنه يوجد ضغط أقل في الأوعية الشعرية ورشح أقل للماء، بالتالي إنتاج مفرزات بشكل أقل. يعد من مشتقات الإيميدازول المُصمّمة لتحاكي الشكل الجزيئي للأدرينالين. يرتبط بمستقبلات ألفا الأدرينرجية في المخاطية الأنفية. يجب ألا يستخدم عند مرضى ارتفاع ضغط الدم والمشاكل القلبية بسبب تأثيراته المحاكية للودي. إستخدامه المطول قد يؤدي إلى انخفاض الفعالية أو تطور تحمل للدواء. ينخفض عدد المستقبلات، وعندما يتم إيقاف الدواء، يمكن أن يحدث احتقان مزمن؛ يُدعى إلتهاب أنف محرض بالأدوية, يُشار إليه بشكل شائع بالاحتقان الارتدادي. إضافةً قد يسبب التجريع المفرط لمدة طويلة تغيرات تنكسية في الأغشية المخاطية الأنفية مؤدياً إلى مشكلة صحية أخرى.

## الأسماء التجارية
يباع بأسماء تجارية عدة حول العالم، منها:
Antazol (Square, BD), Xylomet(Opsonin,BD)Cirovin, Klarigen (في الدانمارك), Nasolin, Neo-Rinoleina, Novorin, Olynth, Otrinoz, Otriven, Otrivin, Otrivine, Otrix, Rhinoset, Nosikind (في الهند), Sinutab Nasal Spray, Snup akut, Sudafed, Xylo-COMOD, Xylovit, Zolynd (في صربيا), Xynosine (في باكستان وأفغانستان و كرغيستان وكازاخستان), Xymelin,and Zymelin. يسوّق في الهند بواسطة Intas باسم تجاري Xylostar. في سويسرا: Kompendium, Decozal (في الأردن).

## الكيمياء
- H. Albrecht, U.S. Patent 2٬868٬802 (1959).
- H. Albrecht, DE 1049387 (1957).

## الاستعمال
يستخدم زايلوميتازولين الأنفي لعلاج الاحتقان المرتبط بالحساسية و حمى القش, و تهيج الجيوب الأنفية، و نزلات البرد.

## طريقة الاستعمال
استخدم الزيلوميتازولين الأنفي تماماً كما هو موصوف من قبل طبيبك، أو اتبع التعليمات المرفقة. إذا لم هذه الإرشادات إسأل الصيدلاني أو الممرض أو الطبيب الخاص بك ليشرحها لك.
لتقوم بتطبيق البخاخ الأنفي، أبق رأسك مستقيماً, ثم قم بالرذ واستنشق بحدة من خلال الأنف في آن واحد.
أدخل القطرات وابقى في هذه الوضعية لعدة دقائق. أدر رأسك بلطف من جانب إلى آخر.
- لا تدع طرف البخاخ أو القطارة يلامس داخل الأنف أو أي سطح آخر.
- لا تتشارك الدواء مع الآخرين لمنع انتشار العدوى.
- ارم زجاجة الدواء بعد إستعمالها ولا تقوم بتوفيرها لإعادة إستعمالها.
- لا تستخدم الدواء بجرعات أكبر أو بتكرارية أكثر من الموصى بها. لا ينبغي أن يستخدم لأكثر من مرتين إلى ثلاث مرات يومياً.
- قد يؤدي الاستخدام المطول (لأكثر من 3-5 أيام) إلى أذية الأنسجة الأنفية و احتقان مزمن. إذا لم تتحسن حالتك قم بزيارة الطبيب.
- يُخزَّن الزايلوميتازولين الأنفي في درجة حرارة الغرفة بعيداً عن الرطوبة و الحرارة.

## نسيان الجرعة
استخدم الجرعة الفائتة عند تذكرها وإن كنت في وقت قريب من الجرعة التالية، تجاهل الجرعة الفائتة ولا تستخدم جرعة مضاعفة من الدواء.

## التداخلات الدوائية
- لا تستخدم زايلوميتازولين الأنفي إذا كنت تأخذ مثبط أوكسيديز أحادي الأمين (MAO inhibitor) مثل ايزوكاربوكسيد، فينيلزين, أو ترانيلسيبرومين خلال الأيام 14 الماضية.
- على الرغم من أن التداخلات الدوائية بين مضادات الإحتقان الأنفية و الأدوية الأخرى الفموية لا تكون متوقعة، إلا أنها قد تحدث. يتداخل الزايلوميتازولين في حالات نادرة مع الأدوية التالية:

- فورازوليدون.
- غوانيثيدين.
- إندوميتاسين.
- ميثيل دوبا.
- بروموكريبتين.
- الكافيين الموجود في الشاي والقهوة و الكولا والشوكولا و المنتجات الأخرى.
- ثيوفيلين (ومشتقاته؛ ثيو-دور، ثيوكرون، ثيولير، وأخرى).
- مضادات الإكتئاب ثلاثية الحلقة مثل أميتريبتيلين، دوكسيبين، كلوميبرامين (أنافرانيل), و نورتريبتيلين.
- فينوثيازينات مثل كلوربرومازين، ثيوريدازين, و بروكلوربيرازين (كومبازين), و أخرى.

## الجرعة
- جرعة الأطفال المعتادة للاحتقان الأنفي: زايلوميتازولين أنفي بخاخ 0.05%
- 2 إلى 12 سنة: 1 إلى 2 بخة في كل منخر كل 8-10 ساعات.
- لا تتجاوز 3 جرعات يومياً ولا تستخدمه لأكثر من 3 أيام.

## تحذيرات
إذا كنت تواجه أي من التأثيرات الجانبية الجدية التالية، قم بإيقاف الدواء وتواصل مع طبيبك مباشرة:
- تفاعل تحسسي (صعوبة تنفس، انغلاق في الحنجرة، تورم الشفاه، اللسان، أو الوجه، أو شرى).
- نوبات.
- سلوك غير معتاد أو هلوسات.
- ضربات قلب سريعة أو غير منتظمة.

بشكل أكثر شيوعاً قد تواجه بعض العطاس أو الحرقة الأنفية أو جفاف أنفي أو تخريش أنفي. هذه التأثيرات الجانبية تكون عادةً خفيفة وعرضية.